# Aulo Terêncio Varrão Murena

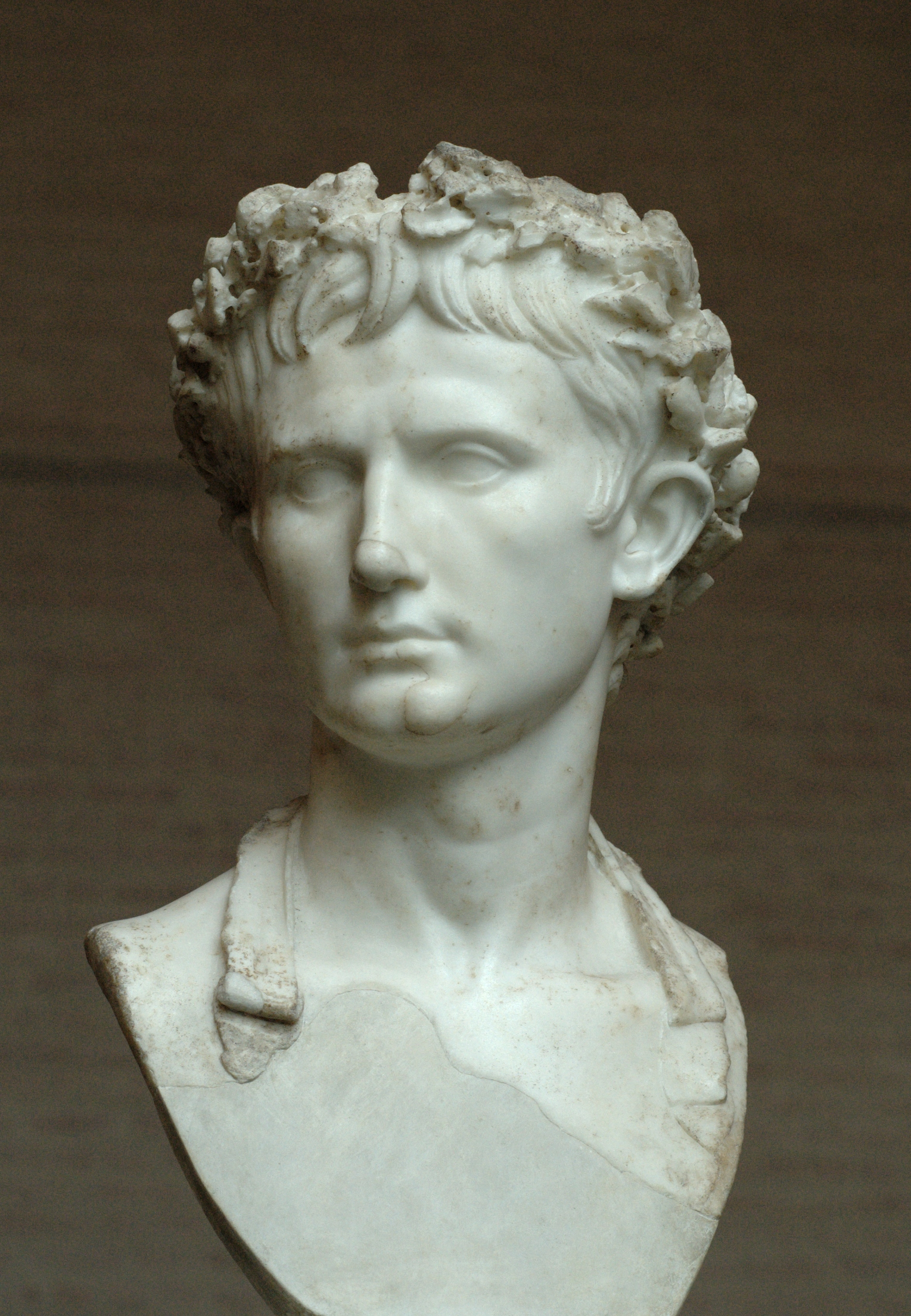
Augusto com a coroa cívica,
na. Gliptoteca de Munique

Aulo Terêncio Varrão Murena (em latim: Aulus Terentius Varro Murena; m. 24 a.C.) foi um general e político romano do século I a.C.. Filho de Aulo Terêncio Varrão, participou, em 25 a.C., duma expedição contra os salassos dos Alpes e subjugou-os. Seus territórios foram confiscados e foi fundada a cidade de Augusta Pretória dos Salassos (Aosta). Foi nomeado cônsul de 23 a.C., mas morreu antes de assumir o ofício.

## Biografia
Murena foi o filho natural de Aulo Terêncio Varrão, e irmão adotivo de Lúcio Licínio Varrão Murena. Ele também esteve relacionado com o regime augustano, pelo casamento de sua irmão, Terência, com Caio Cílnio Mecenas, conselheiro e amigo de Augusto (r. 27 a.C.–14 d.C.) e patrono das artes, enquanto seu meio-irmão, Caio Proculeu, foi um amigo íntimo de Augusto durante sua ascensão ao poder.
Augusto enviou Murena para liderar uma expedição contra os salassos, uma tribo da região do Vale de Aosta, ao noroeste dos Alpes, em 25 a.C.. Os salassos tinha se mostrado um problema para os exércitos romanos usando o Grande São Bernardo que, como a mais curta rota da Itália para o rio Reno Superior, tinha se tornado estrategicamente vital para os romanos desde a completa conquista de Júlio César da Gália em 51 a.C.. Os salassos foram totalmente derrotados e, de acordo com Estrabão, Murena matou 8 000 e deportou e vendeu 34 000 homens. De acordo com Dião Cássio, ele vendeu apenas homens em idade militar e apenas por um prazo de 20 anos. Em 24 a.C., Murena estabeleceu uma colônia romana com 3 000 romanos no coração do país dos salassos, Augusta Pretória dos Salassos (Aosta).
Murena foi nomeado para ser cônsul, com Augusto, para o ano 23 a.C., mas morreu pouco antes de seu mandato começar. Ele então foi substituído por Cneu Calpúrnio Pisão. Logo após a morte de Murena, seu irmão adotivo, Lúcio Licínio Varrão Murena, foi acusado de conspirar com Fânio Cépio contra Augusto.